# Recours alimentaire de l'enfant majeur en droit québécois
Le droit québécois autorise le recours alimentaire de l'enfant majeur sous certaines conditions.

## Fondements du droit à l'obligation alimentaire
Les articles 585 et 587.1 du Code civil du Québec ne font aucune distinction entre enfants majeurs ou mineurs. En droit civil, un parent a une obligation alimentaire à l’égard de son enfant biologique peu importe s’il est marié, divorcé ou conjoint de fait. L’art. 522 C.c.Q.  prévoit que c’est la filiation qui crée l’obligation alimentaire en faveur des enfants.
Puisque la Loi sur le divorce (L.D.) à l'art. 15.1 (1) L.D. n'autorise pas l'enfant mineur à exercer seul un recours alimentaire en sa faveur, le recours est fondé sur le droit civil.

## Conditions d'admissibilité à la pension alimentaire
D'après la jurisprudence et la doctrine, les enfants majeurs aux études peuvent bénéficier d'une pension alimentaire sous certaines conditions. Selon l’auteure Me Monique Ouellette, « il faut prouver l’absence d’autonomie et la dépendance économique pour des raisons acceptables ». L’arrêt de principe en la matière est Droit de la famille — 138. Dans cette décision, la Cour d’appel énonce quatre éléments de preuve : (1) le créancier alimentaire n’a pas de moyens de subsistance, (2) il a pris tous les moyens à sa disposition pour tenter d’assurer sa propre subsistance ou (3) il est dans l’incapacité physique ou mentale d’assurer sa propre subsistance et (4) il ne reçoit aucune assistance de quelque source que ce soit.
L’enfant majeur ne doit pas faire preuve d’ingratitude ou de paresse. En outre, il peut être tenu de transmettre ses résultats scolaires à ses parents . De plus, la capacité parentale de payer, les revenus de l’enfant, le sérieux de l’intention de l’enfant et son niveau d’autonomie sont des facteurs retenus par les tribunaux .

## Application jurisprudentielle
Me Michel Tétrault note à ce sujet que « l’enfant majeur inscrit aux études collégiales est presque assuré de voir sa demande d’aliments accueillie » . Pour les juristes Dominique Goubau et Mireille D.-Castelli, « ce motif est souvent accepté, même pour des études universitaires, non seulement celles du premier cycle mais parfois même pour des études plus avancées, si l’enfant, même majeur, a de bons résultats ».

## Retour aux études après une période sur le marché du travail
Si l’enfant majeur intègre le marché du travail pendant un certain temps, puis revient aux études et obtient d’excellents résultats scolaires, il conserve son droit de réclamer une pension alimentaire. Les décisions Droit de la famille — 071920  et Droit de la famille —073247 attestent cet état de choses dans la jurisprudence.

## Perte de contacts avec le parent
Si un enfant majeur n’a plus de contacts avec son père depuis cinq ans, ce n'est pas un obstacle à l’obtention d’une pension alimentaire. Dans la jurisprudence, cette situation est qualifiée de non-exercice des droits d’accès. Cela n’éteint pas automatiquement l’obligation alimentaire à l’égard de l’enfant. Par exemple, dans les  décisions Droit de la famille — 093182  et Droit de la famille — 071491, le juge maintient une pension alimentaire malgré le non-exercice des droits d’accès par le père.

## Aspects procéduraux au Québec

### Demande par un parent au nom de l'enfant
Le formulaire de fixation des pensions alimentaires pour enfants peut inclure les enfants majeurs, d'après l'art. 586. al. 2  et 3  C.c.Q.. Le parent peut exercer le recours pour l'enfant majeur. Mais pour que le parent exerce le recours pour l'enfant, il faut que l'enfant réside chez lui, d'après cette disposition et d'après l'article 1 al. 2 du Règlement sur la fixation des pensions alimentaires pour enfants.

### Demande par l'enfant lui-même
Si l'enfant majeur fait sa propre demande, dans le cas où il a son propre logement, il le fait en vertu de l'art. 585 C.c.Q.
Il n'y a pas d'application du formulaire de fixation de la pension alimentaire  et des tables de fixation dans ce cas en raison de l'article 2 (5) L.D. qui crée cinq cas où le droit provincial s'applique, ce qui n'inclut pas la demande d'aliments de l'enfant majeur pour lui-même.
L'enfant majeur va plutôt utiliser le Règlement de la Cour supérieure du Québec en matière familiale en présentant un état de ses revenus en vertu de l'art. 22 du Règlement. Cette disposition (connexe à la règle de l'art. 413 CPC) précise que l'état des revenus doit être préparé selon le formulaire III de l'annexe A du Règlement et signifié avec la demande.
Comme il s'agit d'une demande de pension pour soi-même, l'enfant majeur va en plus de cela déposer une déclaration en vertu de l'article 444 du Code de procédure civile, laquelle est prévue à l'annexe 1 du Règlement sur la déclaration des parties requise dans le cadre d'une demande d'obligation alimentaire. Cette déclaration est aussi exigée de la part de l'épouse qui demande des aliments.
Une fois que le jugement est rendu, la Loi facilitant le paiement des pensions alimentaires va trouver application et c'est le ministère du Revenu qui va percevoir la pension alimentaire. L'article 1 de la loi prévoit que la loi s'applique à un créancier alimentaire et ne fait pas de distinction entre parents et époux.
Il est à noter que le nouveau jugement qui octroie une pension alimentaire à l'enfant majeur directement ne met pas fin à une pension alimentaire versée au parent de cet enfant majeur en vertu d'un jugement antérieur. C'est le parent débiteur qui devra faire une demande pour annuler l'effet de cet ancien jugement, car rien dans la loi ne prévoit une cessation automatique de la pension alimentaire, sauf en cas de décès du débiteur.

### Parent résidant hors du Québec
La Cour supérieure du Québec peut exécuter son jugement même si le parent habite dans une autre province canadienne, car l’article 10 de la Loi sur l’exécution réciproque d’ordonnances alimentaires permet au gouvernement québécois de désigner une autre province canadienne pour l’exécution d’un jugement portant condamnation à des aliments rendu au Québec. À titre d'exemple, la province de l’Ontario est ainsi nommée à l’article 1 du Décret d’application de la Loi sur l’exécution réciproque d’ordonnances alimentaires.
Dans le cas où le parent débiteur ne réside pas au Québec, le Formulaire de fixation des pensions alimentaires pour enfants ne s'applique pas, il y aura plutôt l'application des Tables fédérales de pensions alimentaires pour enfants de la province où il réside. La table de pension alimentaire de sa province de résidence est à l'annexe des Lignes directrices fédérales sur les pensions alimentaires pour enfants de la Loi sur le divorce.